# بی‌وای‌دی اف۰
بی وای دی اف ۰ یک خودروی هاچ بک کوجک شهری می‌باشد که از سال ۲۰۰۸ تا ۲۰۱۵ توسط شرکت خودروسازی بی‌وای‌دی چین تولید شد. این خودرو در نمایشگاه خودرو گوانگژو سال ۲۰۰۷ رونمایی شد.

## مشخصات فنی
این خودرو مجهز به یک موتور ۱ لیتری می‌باشد که ۶۷ اسب بخار و ۹۰ نیوتن متر گشتاور تولید می‌کند که این خودرو را ظرف ۱۲ ثانیه از صفر به صد می‌رساند. این خودرو یک کپی بدون مجوز از تویوتا آیگو است.

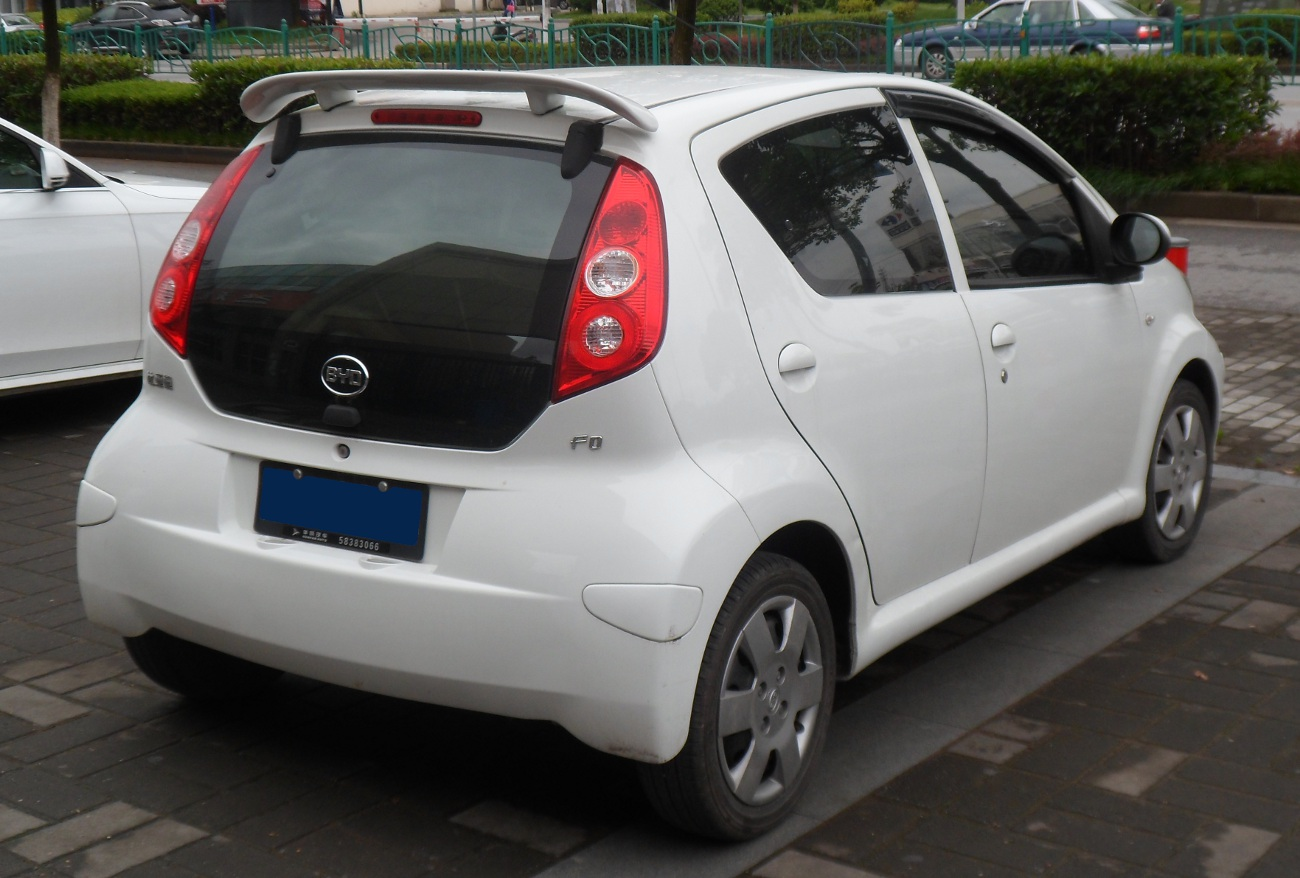
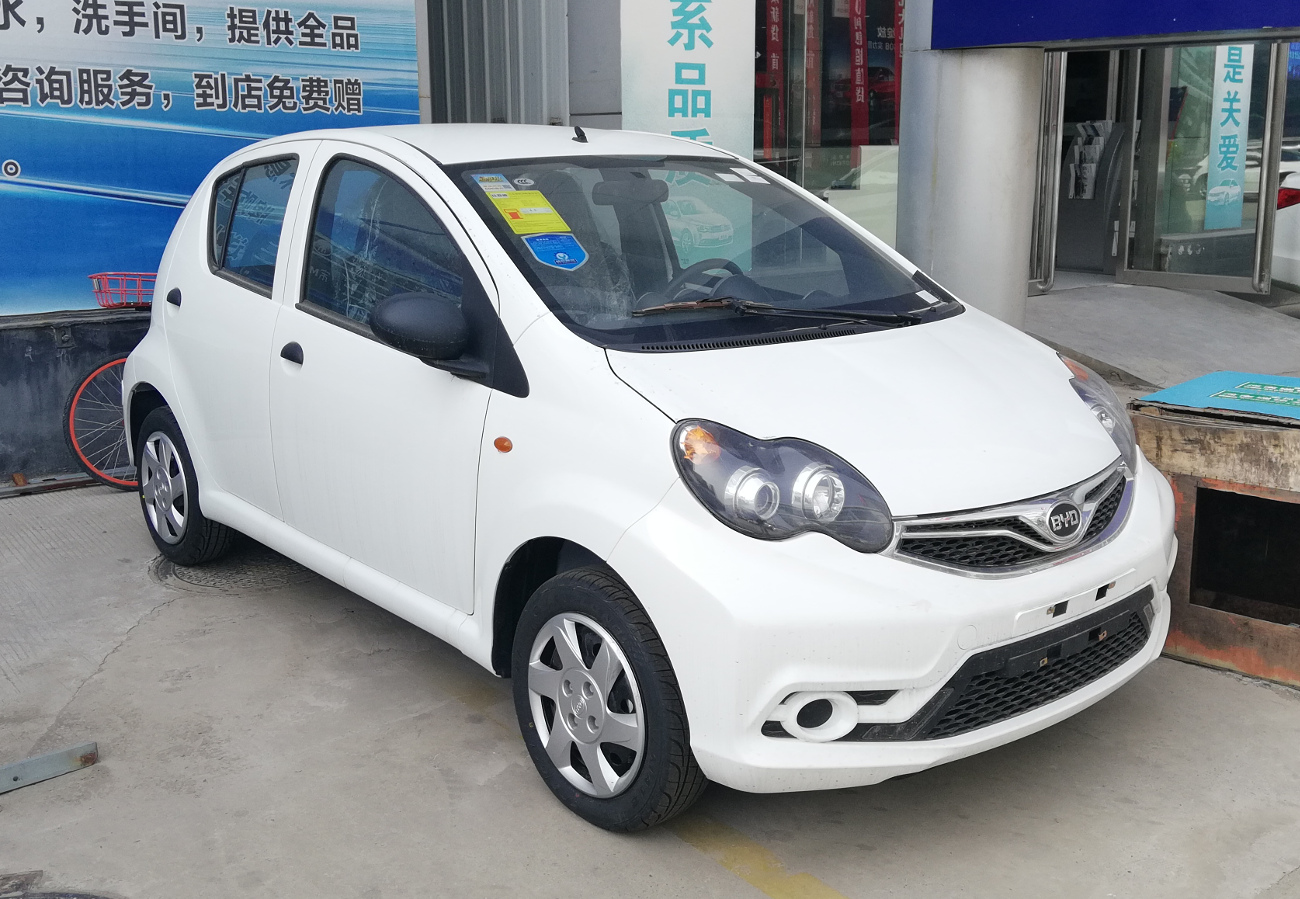

## بی‌وای‌دی ای۱
بی وای دی ای۱ نسخه الکتریکی این خودرو است. BYD e1 در سال ۲۰۱۹ معرفی شد موتور این خودرو ۴۵ کیلووات و ۱۱۰ نیوتن متر قدرت دارد.

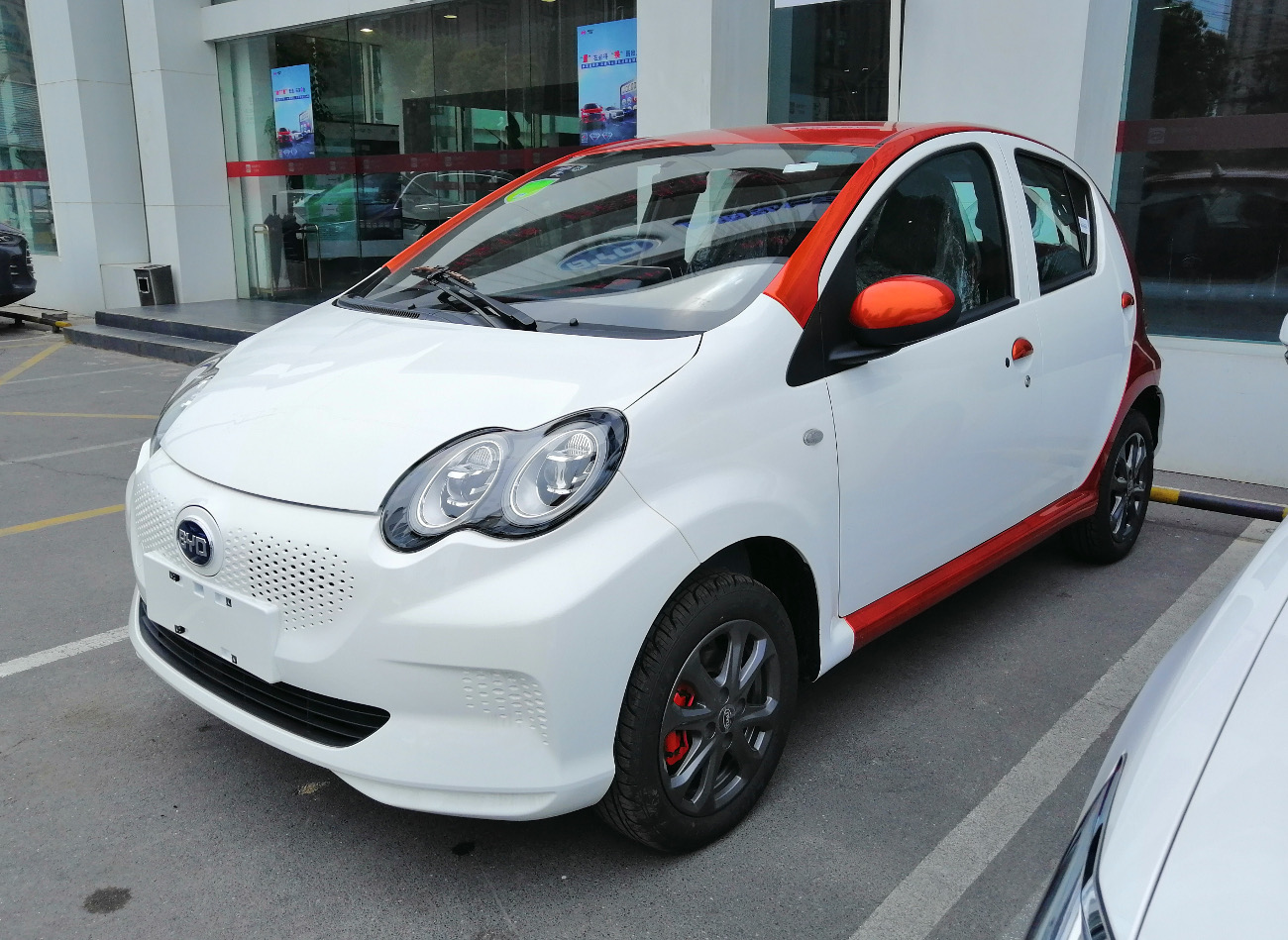
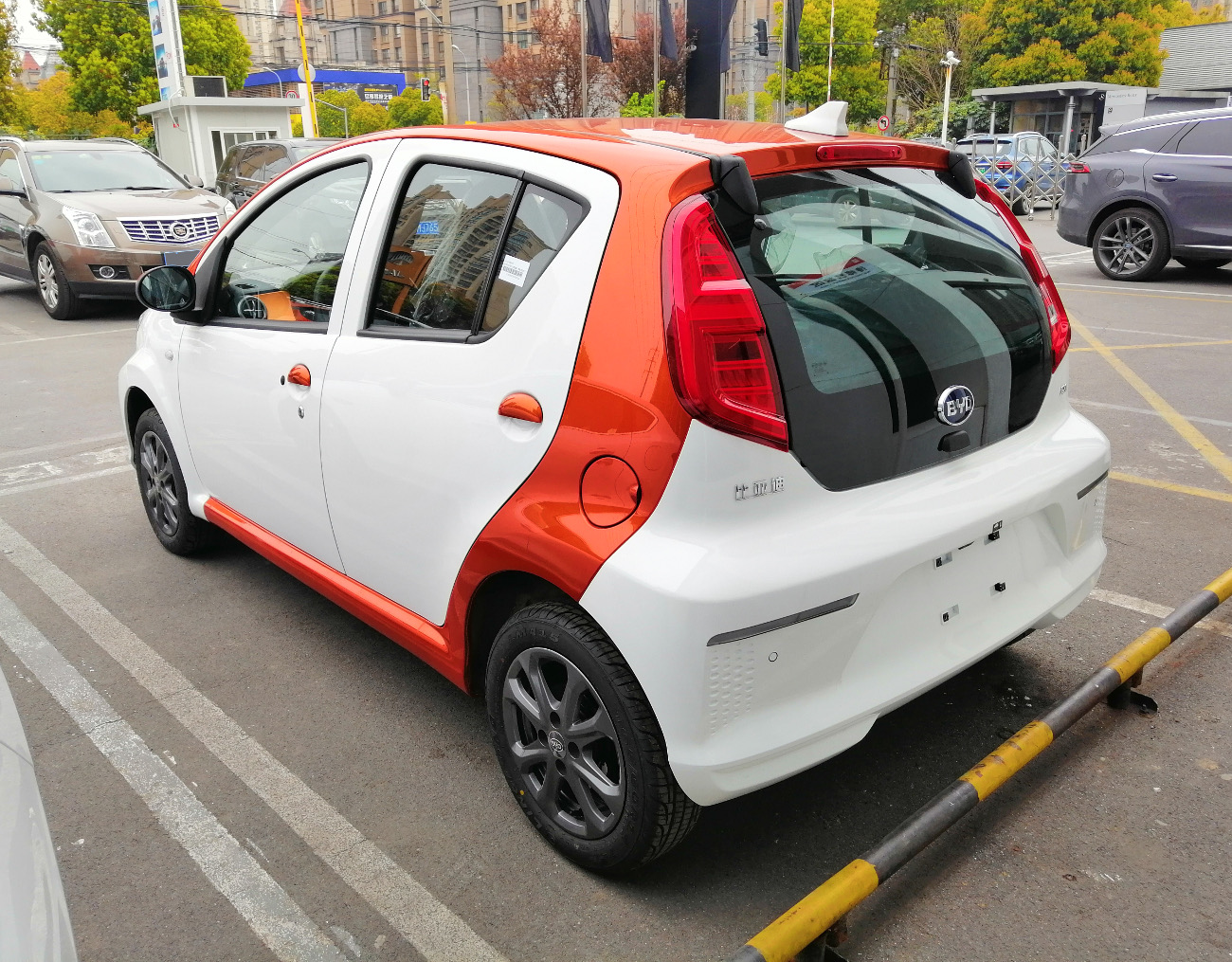
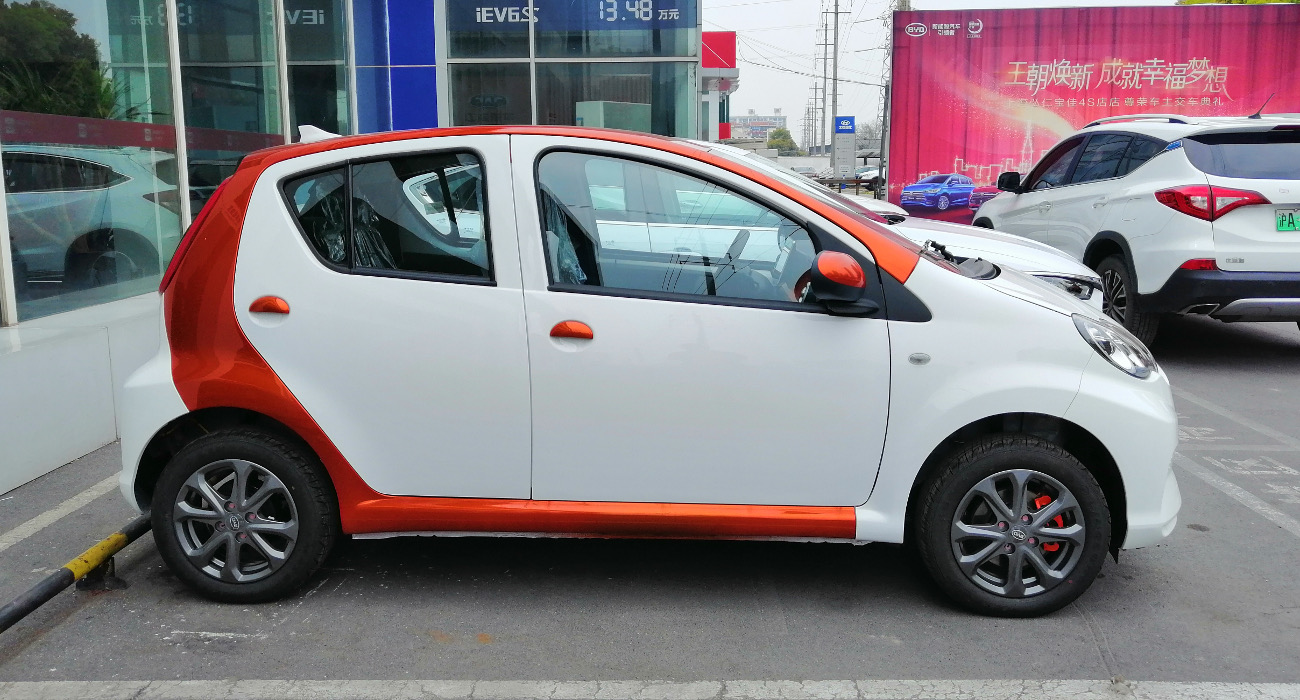
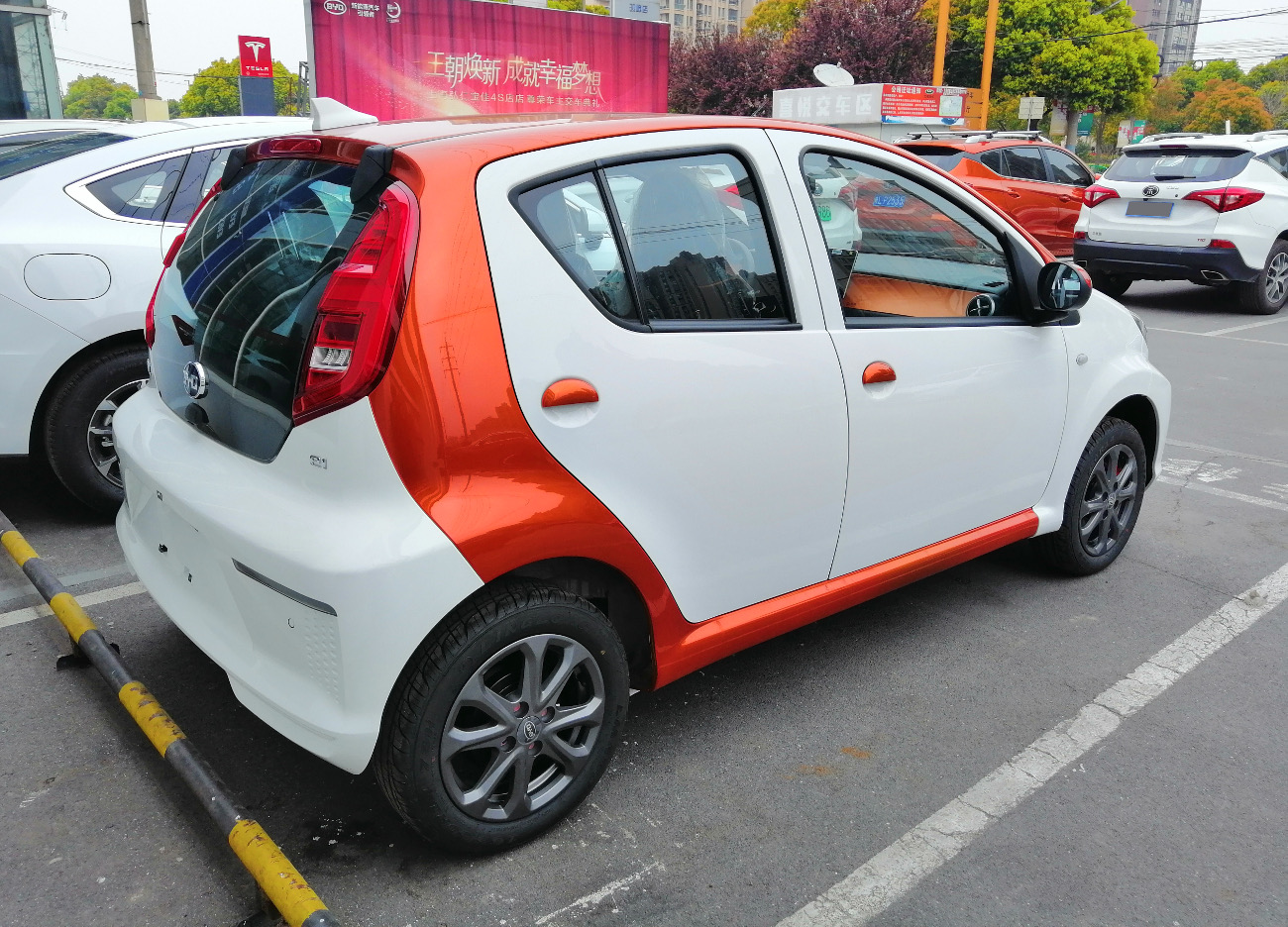